# پائلو بتی
پائلو بتی (انگلیسی: Paulo Betti؛ زادهٔ ۸ سپتامبر ۱۹۵۲) کارگردان فیلم و تهیه‌کننده فیلم اهل برزیل است.
از فیلم‌ها یا برنامه‌های تلویزیونی که وی در آن نقش داشته‌است می‌توان به بسامه موچو اشاره کرد.